# Rheinhessen Sparkasse
Die Rheinhessen Sparkasse ist eine Sparkasse mit Hauptsitzen in Mainz und Worms. Sie ist eine Anstalt des öffentlichen Rechts und entstand am 1. Januar 2022 aus der Fusion der Sparkasse Worms-Alzey-Ried und der Sparkasse Mainz.

## Organisationsstruktur
Das Geschäftsgebiet der Sparkasse umfasst das Gebiet der Mitglieder des Sparkassenzweckverbandes Mittelzentrum Ried (Stadt Lampertheim und Stadt Bürstadt sowie Gemeinde Biblis und Gemeinde Groß-Rohrheim), die Städte Worms und Mainz einschließlich der rechtsrheinischen Vororte, das Gebiet der Gemeinde Budenheim, die Verbandsgemeinden Bodenheim, Nieder-Olm und Rhein-Selz sowie das Gebiet des Landkreises Alzey-Worms. Träger der Sparkasse ist der Zweckverband Rheinhessen Sparkasse. Rechtsgrundlagen sind das Sparkassengesetz für Rheinland-Pfalz und die Satzung der Sparkasse. Organe der Sparkasse sind der Verwaltungsrat und der Vorstand.

## Sparkassen-Finanzgruppe
Die Rheinhessen Sparkasse ist Teil der Sparkassen-Finanzgruppe und gehört damit auch ihrem Haftungsverbund an. Er sichert den Bestand der Institute und sorgt dafür, dass sie auch im Fall der Insolvenz einzelner Sparkassen alle Verbindlichkeiten erfüllen können. Die Sparkasse vermittelt Bausparverträge der regionalen Landesbausparkasse, offene Investmentfonds der Deka und Versicherungen der SV SparkassenVersicherung. Im Bereich des Leasing arbeitet die Rheinhessen Sparkasse mit der  Deutschen Leasing zusammen. Die Funktion der Sparkassenzentralbank nimmt die Landesbank Baden-Württemberg wahr.

## Geschichte

### Sparkasse Worms-Alzey-Ried
Der Stadtrat von Worms hat erstmals am 6. Juli 1838 die Gründung einer Sparkasse für den Kreis Worms beschlossen. Der Geschäftsbetrieb konnte am 5. Dezember 1838 aufgenommen werden. Am 1. Januar 1942 schloss sich die städtische Sparkasse mit der 1913 gegründeten Bezirkssparkasse Worms (die 1941 in eine Kreissparkasse umgewandelt wurde) zur „Kreis- und Stadtsparkasse Worms“ zusammen.
Die Sparkasse Worms-Alzey-Ried entstand am 1. September 2003 aus der Fusion der Kreissparkasse Alzey mit der Sparkasse Worms.

### Sparkasse Mainz
Die ersten Bestrebungen zur Gründung einer Sparkasse in Mainz wurden durch den damaligen Landesherren Großherzog Ludwig von Hessen-Darmstadt gefördert. Die Sparkasse nahm schließlich am 19. Februar 1827 ihren Geschäftsbetrieb in einer provisorischen Geschäftsstelle in der Stadtverwaltung auf. Zu Beginn betrugen die Kundeneinlagen 2.000 Gulden, bis 1870 konnte die Grenze von einer Million Gulden überschritten werden. Dieses stetige Wachstum machte auch eine räumliche Ausdehnung vonnöten, sodass 1867 eigene Kassenräume in der Klarastraße und 1892 ein Neubau in der Flachsmarktstraße bezogen wurden.
Im Zweiten Weltkrieg waren von den Luftangriffen auf Mainz auch die Gebäude der Sparkasse unmittelbar betroffen, unter anderem wurde das Verwaltungsgebäude am Münsterplatz vollständig zerstört. Unmittelbar nach dem Krieg beteiligte sich die Sparkasse an der Versorgung der Zivilbevölkerung mit Lebensmitteln und lagerte -bis zur Verteilung- die begehrten CARE-Pakete in ihren Tresoren. Trotz der Angliederung der rechtsrheinischen Stadtteile an das neu entstandene Bundesland Hessen behielt die Stadtsparkasse ihre Filialen in Kastel und Kostheim.
Im Jahr 1973 fusionierten die Kreis- und die Stadtsparkasse zur heutigen Sparkasse Mainz. Notwendig wurde die Fusion vor allem wegen der vorangegangenen Kreisreform in Rheinland-Pfalz, nach der der Landkreis Mainz aufgelöst wurde. Die Hauptstelle am Münsterplatz wurde bis Anfang 1979 erweitert.

## Kritik
Nach der Fusion mussten über 200.000 Kunden der Rheinhessen Sparkasse neuen Allgemeinen Geschäftsbedingungen und damit der Erhöhung von Kontoführungsgebühren zustimmen. Die Entgelte wurden laut der Rheinhessen Sparkasse geändert, um einheitliche Kontoführungsgebühren zu erwirken. Der Grund für die Erhöhung wurde nicht erklärt. Gleichzeitig wurden höhere Vorstandsgehälter möglich, da die gemeinsame Bilanzsumme nun der Größenstufe neun entspricht. Von dieser Änderung profitierten vor allem die Vorstände der Sparkasse Mainz, was nicht nur für Unmut bei Kunden, sondern auch für Diskussionen in der Kommunalpolitik sorgte.